# Meridià 161 a l'oest
El meridià 161 a l'oest de Greenwich és una línia de longitud que s'estén des del pol Nord travessant l'oceà Àrtic, Amèrica del Nord, l'oceà Pacífic, Oceania, l'oceà Antàrtic, i l'Antàrtida fins al pol Sud.
El meridià 161 a l'oest forma un cercle màxim amb el meridià 19 a l'est. Com tots els altres meridians, la seva longitud correspon a una semicircumferència terrestre, uns 20.003,932 km. Al nivell de l'Equador, és a una distància del meridià de Greenwich de 17.919 km.

## De Pol a Pol
Començant en el pol Nord i dirigint-se cap al pol Sud, aquest meridià travessa:
| Coordenades                               | País, territori o mar | Notes |
| ----------------------------------------- | --------------------- | --- |
| 90° 0′ N, 161° 0′ O / 90.000°N,161.000°O  | Oceà Àrtic            | |
| 71° 37′ N, 161° 0′ O / 71.617°N,161.000°O | Mar dels Txuktxis     | |
| 70° 21′ N, 161° 0′ O / 70.350°N,161.000°O | Estats Units          | Alaska |
| 64° 51′ N, 161° 0′ O / 64.850°N,161.000°O | Mar de Bering         | Badia de Norton |
| 64° 33′ N, 161° 0′ O / 64.550°N,161.000°O | Estats Units          | Alaska |
| 64° 15′ N, 161° 0′ O / 64.250°N,161.000°O | Mar de Bering         | Norton Sound - passa a l'est de l'illa Besboro, Alaska, Estats Units (a 64° 7′ N, 161° 17′ O / 64.117°N,161.283°O)                                                                              |
| 63° 37′ N, 161° 0′ O / 63.617°N,161.000°O | Estats Units          | Alaska — continent i l'illa Hagemeister |
| 58° 33′ N, 161° 0′ O / 58.550°N,161.000°O | Mar de Bering         | Badia de Bristol |
| 56° 1′ N, 161° 0′ O / 56.017°N,161.000°O  | Estats Units          | Alaska — Illes Kudobin i península d'Alaska |
| 55° 26′ N, 161° 0′ O / 55.433°N,161.000°O | Oceà Pacífic          | passa a l'oest de l'illa Unga, Alaska, Estats Units (a 55° 19′ N, 160° 51′ O / 55.317°N,160.850°O) · passa a l'est de l'atol Rakahanga, Illes Cook (a 10° 1′ S, 161° 4′ O / 10.017°S,161.067°O) |
| 10° 22′ S, 161° 0′ O / 10.367°S,161.000°O | Illes Cook            | Atol Manihiki |
| 10° 26′ S, 161° 0′ O / 10.433°S,161.000°O | Oceà Pacífic          | |
| 60° 0′ S, 161° 0′ O / 60.000°S,161.000°O  | Oceà Antàrtic         | |
| 78° 2′ S, 161° 0′ O / 78.033°S,161.000°O  | Antàrtida             | Dependència de Ross, reclamat per Nova Zelanda |